# Спортивна гімнастика на літніх Олімпійських іграх 2016 — перекладина (чоловіки)
Змагання зі спортивної гімнастики (перекладина) серед чоловіків на літніх Олімпійських іграх 2016 пройдуть 16 серпня на Олімпійській арені Ріо. Беруть участь 8 спортсменів з 7-ми країн.

## Кваліфікаційний раунд
6 серпня відбувся кваліфікаційний раунд, за результатами якого визначились учасники фіналу. 
Гімнасти, які посіли перші 8 місць, кваліфікувалися у фінальний раунд. Якщо більш як два спортсмени однієї країни потрапляють до перших 8-ми, то ті, що нижче другого місця у своїй команді, не проходять далі, а їх заміняють спортсмени з наступними найкращими оцінками.
| Місце | Ім'я                           | Сума   | Кваліфікація |
| ----- | ------------------------------ | ------ | ------------ |
| 1     | Фабіан Гамбюхен (GER)          | 15.533 | Q            |
| 2     | Найл Вілсон (GBR)              | 15.500 | Q            |
| 3     | Епке Зондерланд (NED)          | 15.366 | Q            |
| 4     | Данелл Лейва (USA)             | 15.333 | Q            |
| 5     | Франсіску Баррету Жуніор (BRA) | 15.266 | Q            |
| 6     | семюель Мікулак (USA)          | 15.133 | Q            |
| 7     | Олег Верняєв (UKR)             | 15.133 | Q            |
| 8     | Манріке Лардует (CUB)          | 15.116 | Q            |

## Фінал
| Місце | Ім'я                           | Складність | Виконання | Штраф | Загалом |
| ----- | ------------------------------ | ---------- | --------- | ----- | ------- |
| 1     | Фабіан Гамбюхен (GER)          | 7.300      | 8.466     |       | 15.766  |
| 2     | Данелл Лейва (USA)             | 7.300      | 8.200     |       | 15.500  |
| 3     | Найл Вілсон (GBR)              | 6.800      | 8.666     |       | 15.466  |
| 4     | семюель Мікулак (USA)          | 6.800      | 8.600     |       | 15.400  |
| 5     | Франсіску Баррету Жуніор (BRA) | 6.900      | 8.308     |       | 15.208  |
| 6     | Манріке Лардует (CUB)          | 7.000      | 8.033     |       | 15.033  |
| 7     | Епке Зондерланд (NED)          | 6.900      | 7.133     |       | 14.033  |
| 8     | Олег Верняєв (UKR)             | 6.300      | 7.066     |       | 13.366  |